# Qimo 4 Kids
Qimo 4 Kids fue un entorno amigable para niños, construido enteramente con software libre. Qimo viene pre-instalado con juegos educativos para niños; TuxPaint, eToys, GCompris, Tuxmath y TuxTyping.
La interfaz posee grandes iconos coloridos que facilita a los usuarios navegar fácilmente. Está diseñado especialmente para niños en edad escolar. Es una idea bastante sencilla, es una versión personalizada de Xubuntu, diseñado para ser visualmente atractiva, y a la vez no abrumadora a los niños.
Qimo está basado en Xubuntu; mantenido por la comunidad derivados del sistema operativo Ubuntu, utilizando el entorno de escritorio Xfce. Esto ayuda a proporcionar bajos requerimientos de hardware; mínimo de 256 MB de memoria para ejecutarse desde el CD, o 192 MB para instalar. Al menos 6 GB de espacio en disco duro se recomienda, y una CPU de 400 MHz o superior.
Qimo utiliza actualmente 8.04 LTS con planes para utilizar la próxima LTS Lucid Lynx.
Qimo 2.0 fue lanzado en mayo de 2010 y dejó de desarrollarse en 2012.

## Diferencias entre Qimo y Edubuntu
Existen diferencias entre Quimo y Edubuntu. Algunas que se pueden destacar son:
- Qimo fue diseñado para ser utilizado en una computadora en casa independiente para los niños.
- Edubuntu ha sido diseñado para el uso en red computadora en el aula.
- Qimo se ejecuta desde un LiveCD.
- Desde octubre de 2008 a octubre de 2009, Edubuntu requiere una instalación existente de Ubuntu. Edubuntu está disponible en versión Live, pero solo en DVD, ya que su contenido no cabe en un CD.